# Odontotaenius disjunctus
Espèce
Odontotaenius disjunctus est une espèce d'insectes coléoptères de la famille des Passalidae, du genre Odontotaenius.

## Répartition
Il vit dans l'est des États-Unis et au Canada.